# Evgueni Gagarine
Le prince Evgueni Grigorievitch Gagarine (Евгений Григорьевич Гагарин), né le 14 novembre 1811 à Saint-Pétersbourg et baptisé le 16 novembre suivant et mort le 3/15 août 1886 à Odessa, est un diplomate et philanthrope russe, conseiller d'État effectif (1873) et membre de la famille princière Gagarine. Il est l'arrière-arrière-grand-père de l'actrice française Macha Meril et l'ancêtre de Frédérick Gersal .

## Biographie
Le prince Eugène Gagarine est le deuxième fils du prince Grigori Gagarine (1782-1837), diplomate, et de son épouse Catherine, née Soïmonova (1790-1873), fille du sénateur Piotr Soïmonov (1737-1800). Il est le frère du prince Grigori Gagarine et le neveu et filleul de Sophie Swetchine. 
Il passe sa petite enfance en Italie, est éduqué en Suisse à la pension privée Fehlenberg, où son père l'inscrit en 1818. En 1829-1830, Eugène Gagarine sert à l'ambassade de Russie à Paris. En 1832, il est recommandé pour la mission russe de Bavière et un an plus tard, il est muté à Vienne avec le rang de Kammer Junker. Au milieu des années 1830, il est fonctionnaire au ministère des Affaires étrangères avec le rang de conseiller d'État.
Le prince épouse en 1838 la princesse Maria Alexandrovna Stourdza (1820-1890), fille du prince Alexandre Stourdza, descendant de la maison des boyards moldaves, et de son épouse née Élisabeth Hufeland, fille du professeur Christoph Wilhelm Hufeland, médecin du roi de Prusse, Frédéric le Grand. L'historien Alexandre Tourgueniev écrit à l'occasion de ce mariage: « Sophie Swetchine m'a informé du mariage du prince Eugène Gagarine avec la fille de Stourdza, âgée de dix-sept ans, mignonne, très bien élevée, agréable d'autant qu'elle est dotée de cinquante mille roubles de revenus au premier abord, et ensuite de cent cinquante mille et plus. La comtesse Edling, qui n'a pas d'enfant, lèguera tout à sa nièce, fille unique de son frère. » Le prince Gagarine démissionne de la fonction publique après son mariage et s'installe avec sa jeune épouse dans un hôtel particulier à Odessa et s'occupe de la gestion de leur immense domaine agricole en Bessarabie. Il mène selon ses contemporains une vie de sybarite et possède un « caractère des plus heureux ». En 1848, il est autorisé à constituer dans son domaine de Bessarabie, Manzyr, un majorat, c'est-à-dire un domaine princier réservé.Par oukaze impérial du 31 mars 1848, son fils aîné, le prince Grigori Evguenievitch Gagarine et ses descendants, qui seront propriétaires du domaine réservé de Manzyr, établi par son grand-père, le conseiller privé Alexandre Skarlatovitch Stourdza, sont autorisés à être appelés princes Gagarine-Stourdza et accepter les armoiries combinées des deux noms de famille.
Le prince et la princesse Gagarine fondent l'hospice Stourdza à Odessa, géré par des religieuses; il en est le fiduciaire avec la princesse Vorontsova en 1854. Il accède au rang de conseiller d'État effectif en 1882. Il meurt le 3/15 août 1886 à Odessa et il est enterré au cimetière de la Résurrection d'Odessa.

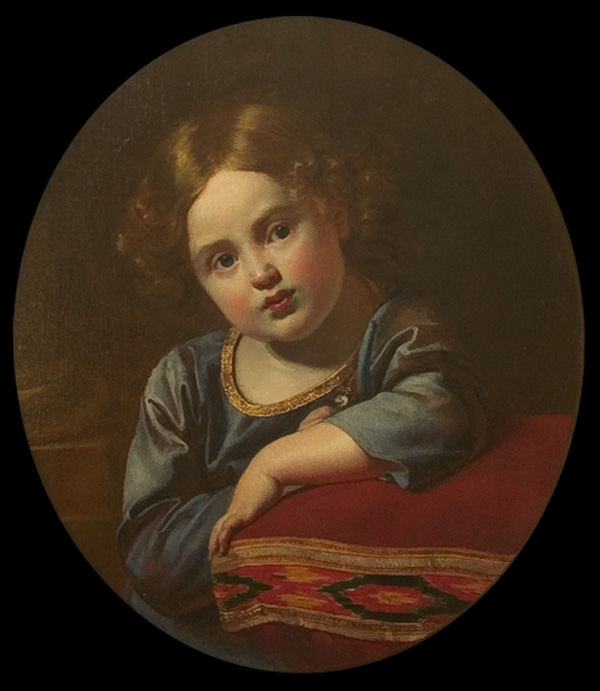
Portrait du prince Gagarine, enfant, par Kiprensky.
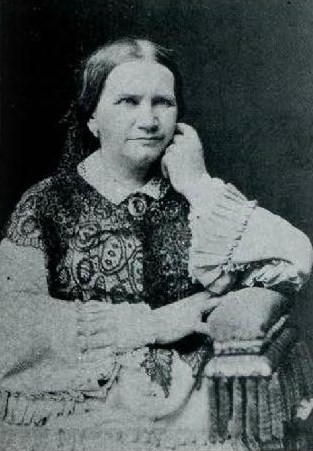
Portrait de son épouse, la princesse Gagarine.

## Descendance
De son mariage avec la princesse Marie Stourdza, sont issus cinq fils et deux filles, dont certains sont enterrés dans la sépulture familiale de Sredny Fontan (plateau Gagarine):
- Grigori Evguenievitch (1840-5 juillet 1903[4]), conseiller d'État effectif, capitaine à la retraite, marié le 5 novembre 1876 à Nice à Olga Mikhaïlovna Yakountchikova (1851-1916), mort d'une crise cardiaque à Cannes, enterré dans la chapelle funéraire familiale auprès de l'église de la Résurrection près de Théodosie.
- Alexandre Evguenievitch (1842-1845)

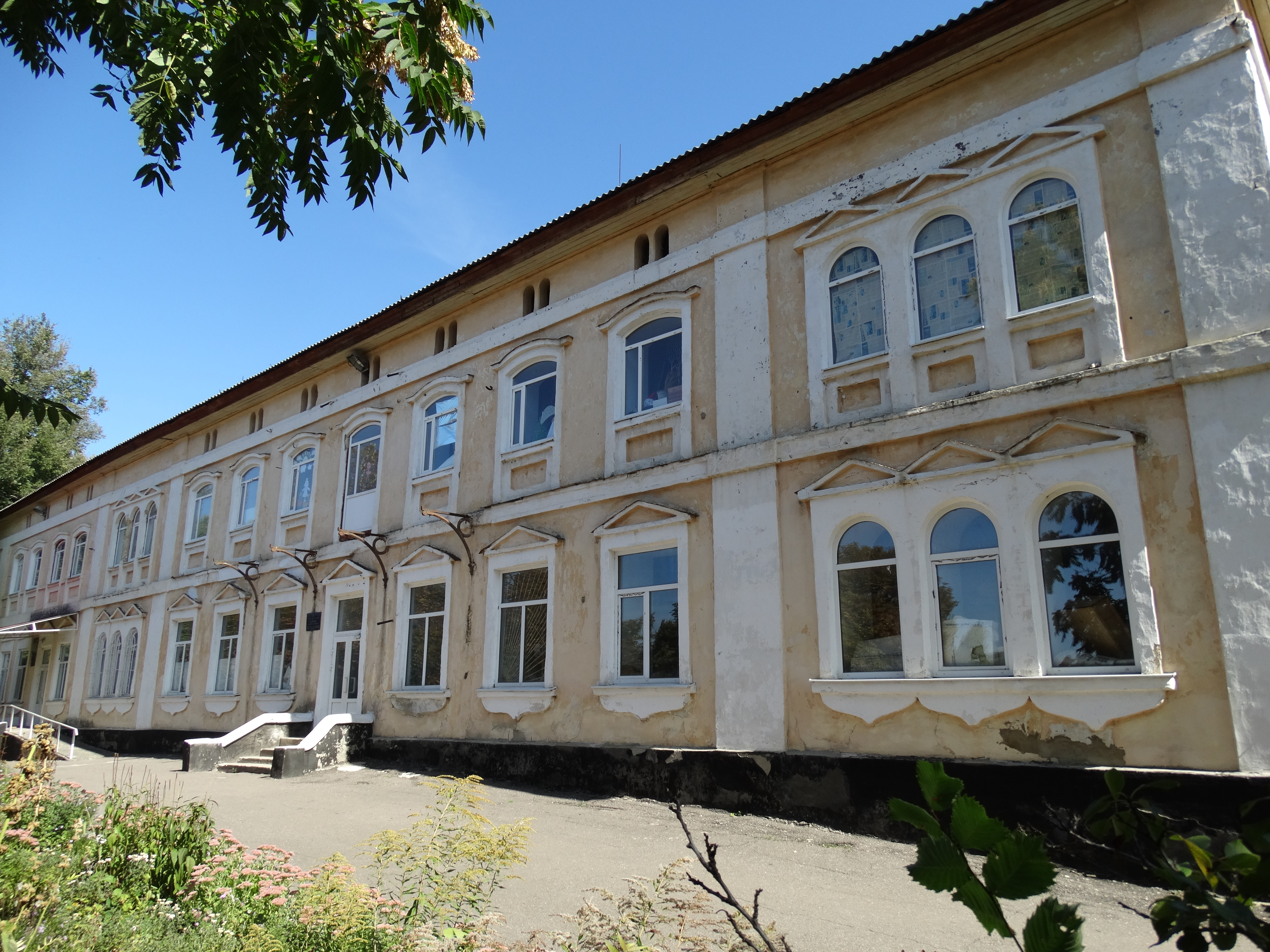
Manoir d'Okna aujourd'hui.

- Anatoli Evguenievitch (1844-1917), conseiller d'État effectif, juriste, nommé Hofmeister en 1894. Administrateur du jardin botanique impérial de Saint-Pétersbourg et l'un des fondateurs de la Société impériale d'horticulture. Fondateur du domaine d'Okna avec son manoir dans l'ouïezd de Balta. Il vit à Odessa. Il fait construire en 1903 sur son terrain du n° 2 de la rue Catherine à Odessa un nouvel immeuble de rapport où il se réserve un appartement. Il est l'époux de la comtesse Maria Vladimirovna Sollogoub (1851-1917), fille du fameux écrivain Vladimir Sollogoub. Il est le père du prince Anatoli Gagarine qui combattit du côté des blancs après la révolution d'Octobre et qui est le grand-père de l'actrice française Macha Meril.
- Youri Evguenievitch (1846-1905), Kamerjunker en 1876, administrateur dès 1886 de la fondation Stourdza pour l'hospice du même nom, nommé conseiller d'État effectif en 1900. Ingénieur des ponts et chaussées. Il vit à Odessa. Propriétaire de la maison de commerce « Prince Youri Gagarine & Co », s'occupant de matériaux de construction. Le comptoir et l'entrepôt de la maison de négoce se trouvent à partir de 1903 rue Sainte-Sophie au n° 26[5].
- Maria Evguenievna (1851-1924), épouse en 1874 Vladimir Nikolaïevitch Belski (1844-1928), conseiller d'État effectif, médecin de la municipalité d'Odessa.
- Olga Evguenievna (1854-?), épouse le 11 avril 1876 Léonide Nikolaïevitch Chestakov, mort dans la nuit du 16 juillet 1894 avec sa fille, en chemin de Yalta vers Odessa dans une collusion de bateaux.
- 'Théophile Evguenievitch (1856-1894), capitaine de la flotte de IIe rang. Il fonde avec son frère Youri la compagnie maritime Mer Noire-Danube et la maison de négoce « Prince Youri Gagarine & Co ». Son fils Evgueni Gagarine (1881-1960), officier de l'armée blanche émigre en France pendant la guerre civile russe.

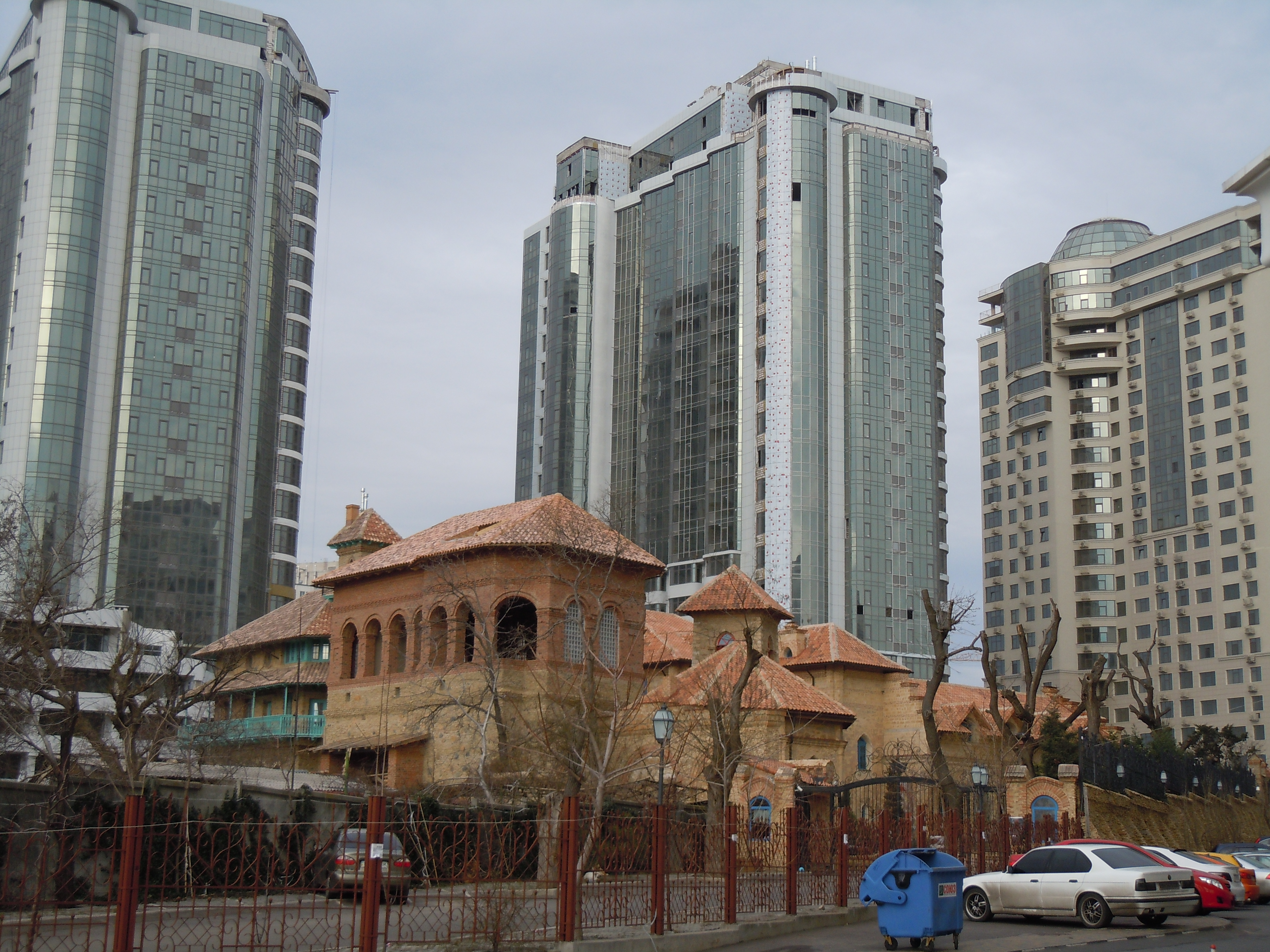
Le plateau Gagarine aujourd'hui.

Les propriétés des princes Gagarine de la branche odessite se trouvaient sur un plateau donnant sur la station balnéaire d'Arcadie; appelé désormais le plateau Gagarine.